# La Esperanza (Pichincha)

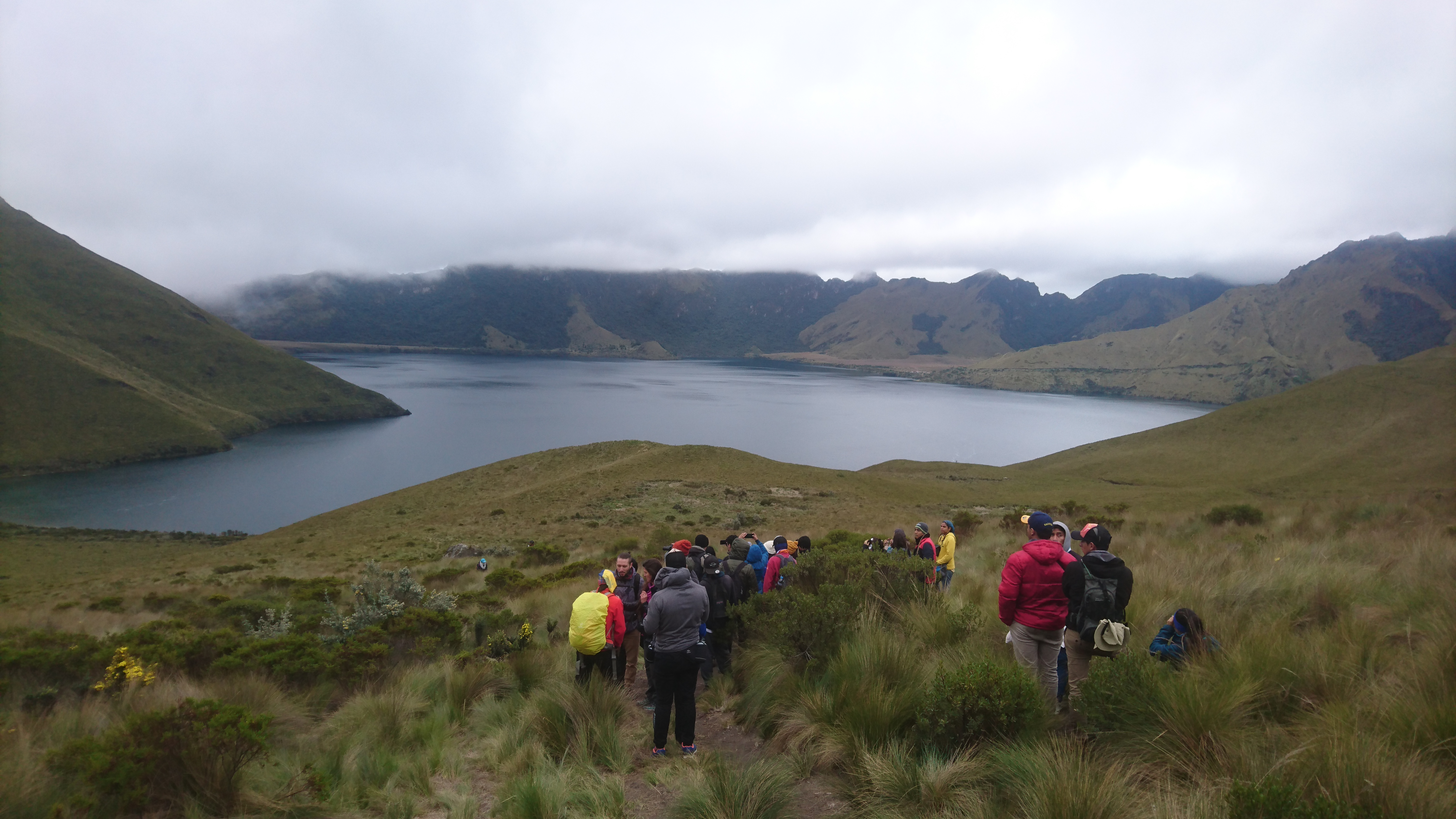
Südufer der Laguna de Mojanda

La Esperanza (span. für „Die Hoffnung“) ist eine Ortschaft und eine Parroquia rural („ländliches Kirchspiel“) im Kanton Pedro Moncayo der ecuadorianischen Provinz Pichincha. Die Parroquia La Esperanza besitzt eine Fläche von 41,16 km². Die Einwohnerzahl lag im Jahr 2010 bei 3986.

## Lage
Die Parroquia La Esperanza liegt in den Anden im äußersten Norden der Provinz Pichincha. Das Verwaltungsgebiet besitzt eine Längsausdehnung in Nord-Süd-Richtung von 16 km sowie eine mittlere Breite von 2,5 km. Es reicht im Norden bis zu dem Vulkan Mojanda mit dem Kratersee Laguna de Mojanda. Der Río Pisque, ein rechter Nebenfluss des Río Guayllabamba, fließt entlang der südlichen Verwaltungsgrenze nach Westen. Der 2880 m hoch gelegene Hauptort befindet sich 3 km westlich vom Kantonshauptort Tabacundo an der Fernstraße E28B (Quito–Cayambe).
Die Parroquia La Esperanza grenzt im Osten an die Parroquia Tabacundo, im Süden an die Parroquia Otón (Kanton Cayambe), im Westen an die Parroquia Tocachi sowie im äußersten Norden an das Municipio von Otavalo (Provinz Imbabura, Kanton Otavalo).

## Geschichte
Die Parroquia La Esperanza wurde am 17. Dezember 1900 im Kanton Cayambe gegründet.